# Lewaja Ljasnaja
Die Lewaja Ljasnaja (Левая Лясная; polnisch: Leśna Lewa) und die auf polnischem Gebiet entspringende Prawaja Ljasnaja (Правая Лясная; polnisch: Leśna Prawa) sind die beiden Quellflüsse der Ljasnaja in Belarus, zu der sie sich bei dem kleinen Dorf Wuhljany (Вугляны) östlich der Kleinstadt Kamjanez (Каменец/Камяне́ц. polnisch: Kamieniec) vereinigen. Ihr Wasser fließt über den Bug und den Narew der Weichsel zu.

## Geografie
Der rund 50 km lange Fluss entspringt bei dem Dorf Myl’nisk im Rajon Pruschany. Er fließt zunächst in südwestlicher und später in westlicher Richtung ab. Von dem im Rajon Kamjanez gelegenen Zusammenfluss mit der Prawaja Ljasnaja an bildet er die Ljasnaja.
Das Einzugsgebiet wird mit 750 km² angegeben, der durchschnittliche Abfluss an der Mündung mit 3,6 m³/s.